# Iguarima pichincha
Espèce
Iguarima pichincha est une espèce d'araignées aranéomorphes de la famille des Anyphaenidae.

## Distribution
Cette espèce est endémique de la province de Pichincha en Équateur,.

## Étymologie
Son nom d'espèce lui a été donné en référence au lieu de sa découverte, la province de Pichincha.

## Publication originale
- Brescovit, 1997 : Revisão de Anyphaeninae Bertkau a nivel de gêneros na região Neotropical (Araneae, Anyphaenidae). Revista Brasileira de Zoologia, vol. 13, suppl. 1, p. 1-187 (texte intégral).